# Нестор (историк)
Вижте пояснителната страница за други личности с името Нестор.
Нестор е монах и историк от Киевска Рус, известен като автор на „Начална руска летопис“, най-старата запазена източнославянска хроника, както и на жития на Св. Теодосий и на светците Борис и Глеб. Днес преобладава мнението, че хрониката на Нестор е компилация от множество фрагменти, много от които не са писани от самия него.
От 1073 Нестор е монах в Киевско-Печорския манастир, където и днес се пазят неговите мощи. Единственото сигурно сведение за живота му е, че той е натоварен, заедно с двама други монаси, да намери мощите на Св. Теодосий, мисия, която той успява да изпълни.